# Philip Zinckernagel
Philip Aksel Frigast Zinckernagel (Kopenhagen, 16 december 1994) is een Deens voetballer die sinds 1 augustus 2023 voor Club Brugge speelt. Zinckernagel is een aanvaller die het liefst als rechtsbuiten wordt uitgespeeld.

## Clubcarrière
Zinckernagel genoot zijn jeugdopleiding bij Kjøbenhavns Boldklub en FC Nordsjælland. Op 20 mei 2013 zat hij voor het eerst in de wedstrijdselectie van een officiële wedstrijd bij het eerste elftal van Nordsjælland, maar hij kreeg geen speelminuten tegen Esbjerg fB. Zinckernagel speelde daarna voor HB Køge, FC Helsingør, SønderjyskE Fodbold en FK Bodø/Glimt. Met die laatste club werd hij in 2020 Noors landskampioen. Het leverde hem in januari 2021 een transfer op naar de Engelse tweedeklasser Watford FC, die hem transfervrij overnam van de kersverse Noorse kampioen.
Na een half seizoen, waarin Zinckernagel twintig competitiewedstrijden in de Championship speelde, leende Watford hem voor een seizoen uit aan Nottingham Forest. Met zes doelpunten in 42 competitiewedstrijden hielp hij Nottingham Forest aan een vierde plaats in de Championship, waarna de club via de play-offs zijn terugkeer naar de Premier League forceerde. Een jaar eerder had Zinckernagel ook al met Watford de promotie naar de Premier League afgedwongen, zij het dan wel via een tweede plaats die rechtstreeks toegang gaf tot promotie.
In juni 2022 stapte Zinckernagel over van Watford naar Olympiakos Piraeus. Lang bleef hij niet, want op 6 september 2022 – de slotdag van de Belgische transfermarkt – ondertekende hij een huurcontract van een jaar bij Standard Luik. Zinckernagel had op dat moment zeven officiële wedstrijden op zijn teller staan voor Olympiakos: naast twee Champions League- en vier Europa League-kwalificatiewedstrijden (waarin hij in totaal tweemaal scoorde) speelde hij ook een competitiewedstrijd voor de regerende Griekse landskampioen.
Op 1 augustus 2023 maakte Club Brugge bekend dat het Zinckernagel had overgenomen. Hij tekende een contract voor twee seizoenen.

## Clubstatistieken
| Seizoen | Club                | Land                 | Competitie      | Competitie | Competitie | Beker | Beker | Internationaal | Internationaal | Totaal | Totaal |
| Seizoen | Club                | Land                 | Competitie      | Wed.       | Dlp.       | Wed.  | Dlp.  | Wed.           | Dlp.           | Wed.   | Dlp.   |
| ------- | ------------------- | -------------------- | --------------- | ---------- | ---------- | ----- | ----- | -------------- | -------------- | ------ | ------ |
| 2012/13 | FC Nordsjælland     | Vlag van Denemarken  | Superligaen     | 0          | 0          | 0     | 0     | 0              | 0              | 0      | 0      |
| 2013/14 | HB Køge             | Vlag van Denemarken  | 1. division     | 29         | 3          | 2     | 0     | —              | —              | 31     | 3      |
| 2014/15 | HB Køge             | Vlag van Denemarken  | 1. division     | 27         | 2          | 3     | 1     | —              | —              | 30     | 3      |
| 2015/16 | FC Helsingør        | Vlag van Denemarken  | 1. division     | 23         | 3          | 2     | 0     | —              | —              | 25     | 3      |
| 2016/17 | FC Helsingør        | Vlag van Denemarken  | 1. division     | 6          | 2          | 0     | 0     | —              | —              | 6      | 2      |
| 2016/17 | Sønderjyske         | Vlag van Denemarken  | Superligaen     | 24         | 1          | 2     | 0     | —              | —              | 26     | 1      |
| 2017/18 | Sønderjyske         | Vlag van Denemarken  | Superligaen     | 20         | 3          | 2     | 1     | —              | —              | 22     | 4      |
| 2018    | FK Bodø/Glimt       | Vlag van Noorwegen   | Eliteserien     | 24         | 6          | 3     | 1     | —              | —              | 27     | 7      |
| 2019    | FK Bodø/Glimt       | Vlag van Noorwegen   | Eliteserien     | 30         | 6          | 1     | 0     | —              | —              | 31     | 6      |
| 2020    | FK Bodø/Glimt       | Vlag van Noorwegen   | Eliteserien     | 28         | 19         | 0     | 0     | 3              | 3              | 31     | 22     |
| 2020/21 | Watford FC          | Vlag van Engeland    | Championship    | 20         | 1          | 1     | 0     | —              | —              | 21     | 1      |
| 2021/22 | → Nottingham Forest | Vlag van Engeland    | Championship    | 45         | 6          | 5     | 1     | —              | —              | 50     | 7      |
| 2022/23 | Olympiakos Piraeus  | Vlag van Griekenland | Super League    | 1          | 0          | 0     | 0     | 6              | 2              | 7      | 2      |
| 2022/23 | → Standard Luik     | Vlag van België      | Eerste klasse A | 27         | 10         | 1     | 0     | —              | —              | 28     | 10     |
| 2023/24 | Club Brugge         | Vlag van België      | Eerste klasse A | 29         | 7          | 3     | 0     | 12             | 0              | 44     | 7      |
| 2024    | → FK Bodø/Glimt     | Vlag van Noorwegen   | Eliteserien     | 0          | 0          | 0     | 0     | 1              | 0              | 1      | 0      |
| Totaal  | Totaal              | Totaal               | Totaal          | 333        | 69         | 25    | 4     | 22             | 5              | 380    | 78     |

## Interlandcarrière
Zinckernagel debuteerde in 2011 als Deens jeugdinternational.

## Erelijst
| Competitie        |            |            |            |            |
| Competitie        | Aantal     | Jaren      |            |            |
| Bodø/Glimt        | Bodø/Glimt | Bodø/Glimt | Bodø/Glimt | Bodø/Glimt |
| ----------------- | ---------- | ---------- | ---------- | ---------- |
| Noors kampioen    | 1x         | 2020       |            |            |
| Club Brugge       |            |            |            |            |
| Belgisch kampioen | 1x         | 2023/24    |            |            |